# At Newport 1958
Albums de Miles Davis
Jazz at the Plaza. Vol. I
(1964) The Complete Live at the Plugged Nickel 1965
At Newport 1958 est un album de jazz du compositeur et trompettiste américain Miles Davis. 
Il a été enregistré en public, le 3 juillet 1958, au festival de Jazz de Newport.

## Musiciens
- Miles Davis (Trompette)
- Cannonball Adderley (Saxophone alto)
- John Coltrane (Saxophone ténor)
- Bill Evans (Piano)
- Paul Chambers (Contrebasse)
- Jimmy Cobb (Batterie)

## Titres
| Piste | Titre du morceau    | Composé par               | Durée |
| ----- | ------------------- | ------------------------- | ----- |
| 1.    | Introduction        | Willis Conover,           | 2:16  |
| 2.    | Ah-leu-cha          | Charlie Parker            | 7:17  |
| 3.    | Straight, No Chaser | Thelonious Monk           | 8:48  |
| 4.    | Fran-Dance          | Miles Davis               | 7:14  |
| 5.    | Two Bass Hit        | Dizzy Gillespie           | 4:11  |
| 6.    | Bye Bye Blackbird   | Mort Dixon, Ray Henderson | 9:11  |
| 7.    | The Theme'          | Miles Davis               | 2:49  |

Les morceaux correspondants aux pistes 2 à 5 ont d'abord été publiés dans l'album Miles and Monk at Newport, ceux correspondants aux pistes 6 et 7 dans l'album Newport Jazz Festival Live.